# Хюден
Хюден (нем. Chüden) — община в Германии, в земле Саксония-Анхальт. 
Входит в состав района Зальцведель. Подчиняется управлению Зальцведель-Ланд.  Население составляет 482 человека (на 31 декабря 2006 года). Занимает площадь 19,97 км².